# Abbaye de Biburg
L'abbaye de Biburg est une ancienne abbaye bénédictine à Biburg, dans le Land de Bavière et le diocèse de Ratisbonne.

## Histoire
Le comte Henri de Sittling et sa femme Bertha, fille du comte Eberhard von Ratzenhofen, surnommée la « Bienheureuse Bertha », remettent leur héritage, le château de Biburg, qui est à l'origine la propriété de Bertha, à leurs deux fils cadets Konrad et Arbeo. Selon le souhait de sa mère Bertha, Konrad et Arbeo font don du château en 1125 à la cathédrale de Bamberg avec l'ordre de construire un monastère. L'église commence à être batie en 1125 puis est inaugurée en 1133. En 1140, le complexe du monastère achevé est consacré par les évêques Henri de Ratisbonne et Egilbert de Bamberg. Eberhard, un autre fils de Bertha et moine de Prüfening, devient alors le premier abbé de Biburg. Son frère aîné Ulrich est nommé pour le vogt du monastère. À l'origine, le monastère est double mais après son incendie en 1278, le couvent n'est pas rétabli. À cause de cet incendie et des problèmes économiques, l'abbé Henri IV doit vendre les biens du monastère à la fin du XIIIe siècle. Après la reprise économique et une prospérité à partir de 1400, les moines partent dans la tourmente de la Réforme protestante. En 1555, le monastère vide est dissous ; les bâtiments passent sous l'administration de l'État. En 1589, les jésuites d'Ingolstadt reçoivent les bâtiments. En 1781, l'ordre de Saint-Jean de Jérusalem reprend le monastère. En 1808, la sécularisation de la Bavière transforme le monastère en propriété de l'État bavarois.
De 1885 à 1887, l'église est restaurée dans une inspiration romane. Les bâtiments du monastère abritent la brasserie du monastère de Biburg, fermée en 1991. Actuellement, la Kunstpension Biburg, une école d'art et une académie pour les artistes, utilise certaines pièces du monastère. L'abbaye sert de décor pour le film Trans Bavaria en 2001.